# NEDD8
NEDD8 (англ. Neural precursor cell expressed, developmentally down-regulated 8) – білок, який кодується однойменним геном, розташованим у людей на короткому плечі 14-ї хромосоми. Довжина поліпептидного ланцюга білка становить 81 амінокислот, а молекулярна маса — 9 072.
| 10         |  | 20         |  | 30         |  | 40         |  | 50         |
| ---------- |  | ---------- |  | ---------- |  | ---------- |  | ---------- |
| MLIKVKTLTG |  | KEIEIDIEPT |  | DKVERIKERV |  | EEKEGIPPQQ |  | QRLIYSGKQM |
| NDEKTAADYK |  | ILGGSVLHLV |  | LALRGGGGLR |  | Q          |  |            |

A: Аланін

D: Аспарагінова кислота

E: Глутамінова кислота

G: Гліцин

H: Гістидин

I: Ізолейцин

K: Лізин

L: Лейцин

M: Метіонін

N: Аспарагін

P: Пролін

Q: Глутамін

R: Аргінін

S: Серин

T: Треонін

V: Валін

Задіяний у таких біологічних процесах, як убіквітинування білків, ацетилювання. 
Локалізований у ядрі.